# Joseph-Vincent-Félix Fonsagrive
Joseph-Vincent-Félix Fonsagrive, francoski general, * 24. oktober 1881, † 29. junij 1952.